# Villa Zucchini Zannelli
La villa Zucchini Zannelli è un edificio residenziale sito nella borgata di Piazza della frazione di Veppo a Rocchetta di Vara, nell'alta val di Vara in provincia della Spezia.

## Storia
Il primo nucleo settecentesco venne costruito tra il 1774 e il 1781 per volontà di Leonardo Zannelli senior, mentre il grande ampliamento avvenne nel 1826 su progetto dell'architetto Tommaso Malaspina, allievo di Raffaele Stern, su commissione del conte Leonardo Zannelli (1796-1881).

## Descrizione

### La villa
All'esterno l'edificio si presenta con un aspetto severo, muri intonacati con sabbie del luogo, portali e finestre incorniciate in pietra e gli angoli con blocchi bugnati. Il complesso è composto da due volumi a pianta quadrata, il più basso e più antico, di origine settecentesca, e il più alto aggiunto nella prima metà dell'Ottocento, su progetto dell'architetto Tommaso Malaspina. Nella confluenza dei due è stato ricavato il monumentale scalone neoclassico con le colonne in pietra dal fusto monolitico.
Al piano terra è posto l'oratorio dedicato a San Leonardo di Noblac, con pregevoli decori e un piccolo matroneo.
Il piano nobile ospita alcune sale le cui decorazioni pittoriche rappresentano, per l'epoca, gli interventi pittorici più significativi della val di Vara, eco di analoghe realizzazioni prodotte a Sarzana e Castelnuovo Magra.

### I giardini

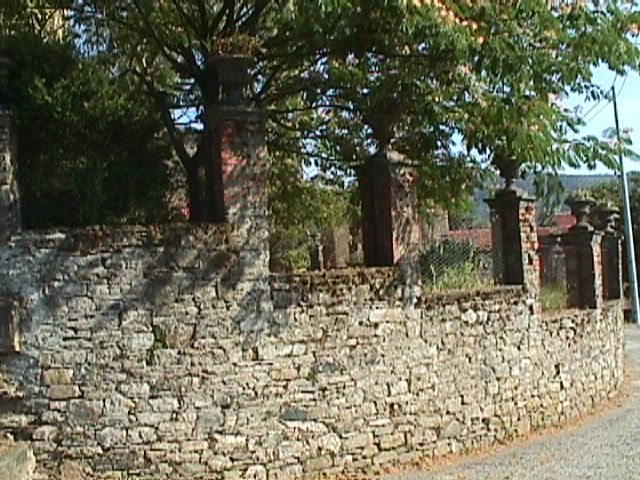
Muro di cinta del giardino

I giardini, realizzati a partire dal Settecento, circondano la villa su tre lati. Un portale in forma di arco di trionfo, marca l'originario ingresso.
Il giardino a sud si compone di cinque gradoni, delimitati da un muro merlato. Il primo gradone, al livello del piano terra della villa, ospita la fontana di pietra costruita nel 1879 e una terrazza panoramica. Il secondo gradone ospita alcune delle dipendenze della villa: il lavatoio, il forno, l'essiccatoio delle castagne, le stalle e i depositi del legname. Gli altri tre gradoni sono adibiti ad orto e pomario.
Il giardino formale, lungo il lato ovest della villa, fu costruito su di un terrazzamento eseguito durante il 1886, ed ampliato nel 1913. Vi erano aiuole ed agrumi in vaso.

## Famiglia Zannelli
I costruttori della villa (Zannelli o Zanelli) appartenevano ad una famiglia attestata a Veppo fin dagli inizi del XVI secolo, i cui esponenti più antichi si occuparono dell'amministrazione del territorio per conto dei vari feudatari genovesi.
Don Leonardo Zannelli (1545-1646), fu rettore della chiesa di Santa Maria di Calice e fondatore nel 1608 della cappella di Santa Lucia a Veppo, giuspatronato di famiglia. Il suo nipote Don Francesco Zannelli nel 1638 fu procuratore di Placidia II Spinola, moglie di Carlo Doria del Carretto (al quale Placidia aveva portato in dote il marchesato di Calice e Veppo), presso il Vescovo di Luni-Sarzana Prospero Spinola per ottenere la licenza di costruire la nuova chiesa parrocchiale di Santa Maria Lauretana di Calice.
Francesco Zannelli (1655-1718) fu agli inizi del XVIII secolo capitano delle bande di Gianandrea Doria durante la guerra di successione spagnola: guidò nel 1704 la ribellione di Calice contro i magistrati di parte imperiale e nel 1705 espugnò e distrusse il castello di Madrignano e il villaggio di Pegui.
L'avvocato Leonardo Zannelli (1796-1881), insignito nel 1822 del titolo di conte palatino, nel 1838 sposò Eleonora dei conti Del Medico di Carrara, fu gonfaloniere del comune di Calice. All'incirca tra l'aprile del 1848 e il settembre del 1849 fu presidente di un governo provvisorio, nominalmente "sotto la protezione di sua maestà re Carlo Alberto", costituito dai comuni di Calice, Rocchetta di Vara e Tresana e in questo periodo fece svolgere il referendum di annessione al Regno di Sardegna, dal quale emerse la volontà popolare di aderire al regno piemontese. Fece restaurare la chiesa parrocchiale di Veppo dedicata a San Michele Arcangelo e l'antica pieve di Bocchignola. Nel 1876 fu nominato dal Re Vittorio Emanuele II Cavaliere dell'ordine dei Santi Maurizio e Lazzaro.
Il 24 agosto 1865 il conte Antonio Zannelli (1839-1867), primogenito del conte Leonardo, sposò Marina, la figlia del conte Carlo Cavina  di Faenza e della marchesa Vittoria Durazzo di Genova. L'ultima componente della famiglia fu la loro unica figlia Maria Concetta Zannelli (1866-1947), andata in sposa nel 1887 al conte avvocato Carlo Zucchini di Faenza, che è stato un importante politico cattolico italiano e deputato del Regno d’Italia, da cui ebbe otto figli. Ella pose al maschio primogenito in nome del padre Antonio. Il conte avvocato Antonio Zucchini (1891-1971) fu Sindaco popolare di Faenza dal 1920 al 1923, costretto alle dimissioni dalla violenza dei fascisti, egli scrisse a Veppo saggi e numerose poesie.

## Altre immagini

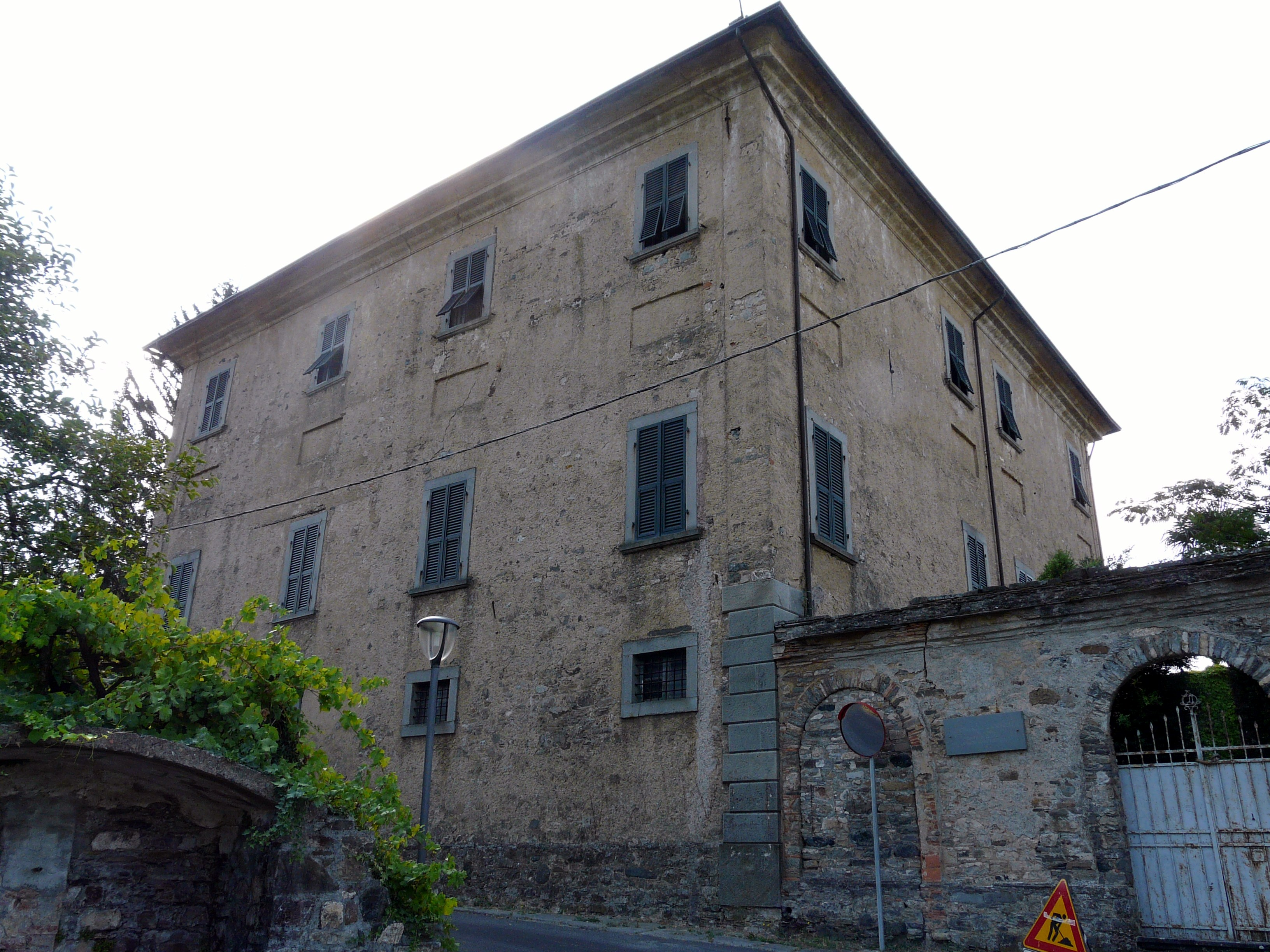
vista dalla strada
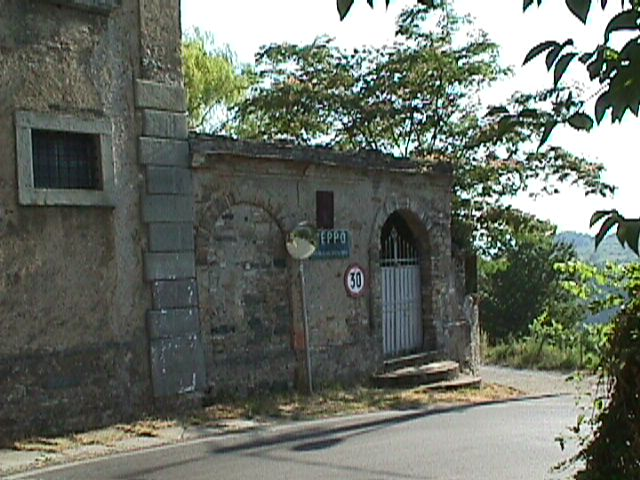
Ingresso al giardino
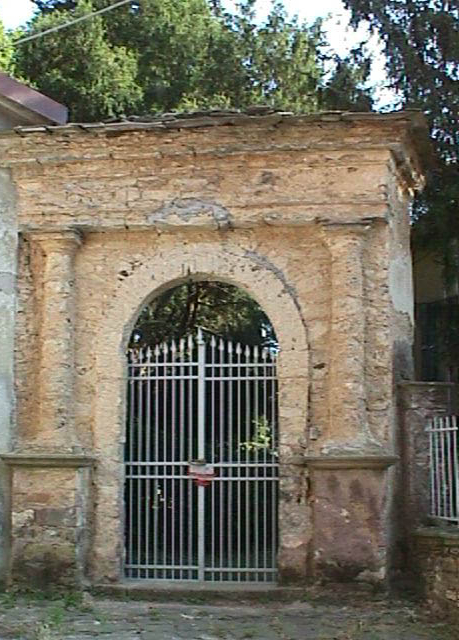
Arco di trionfo d'ingresso al giardino
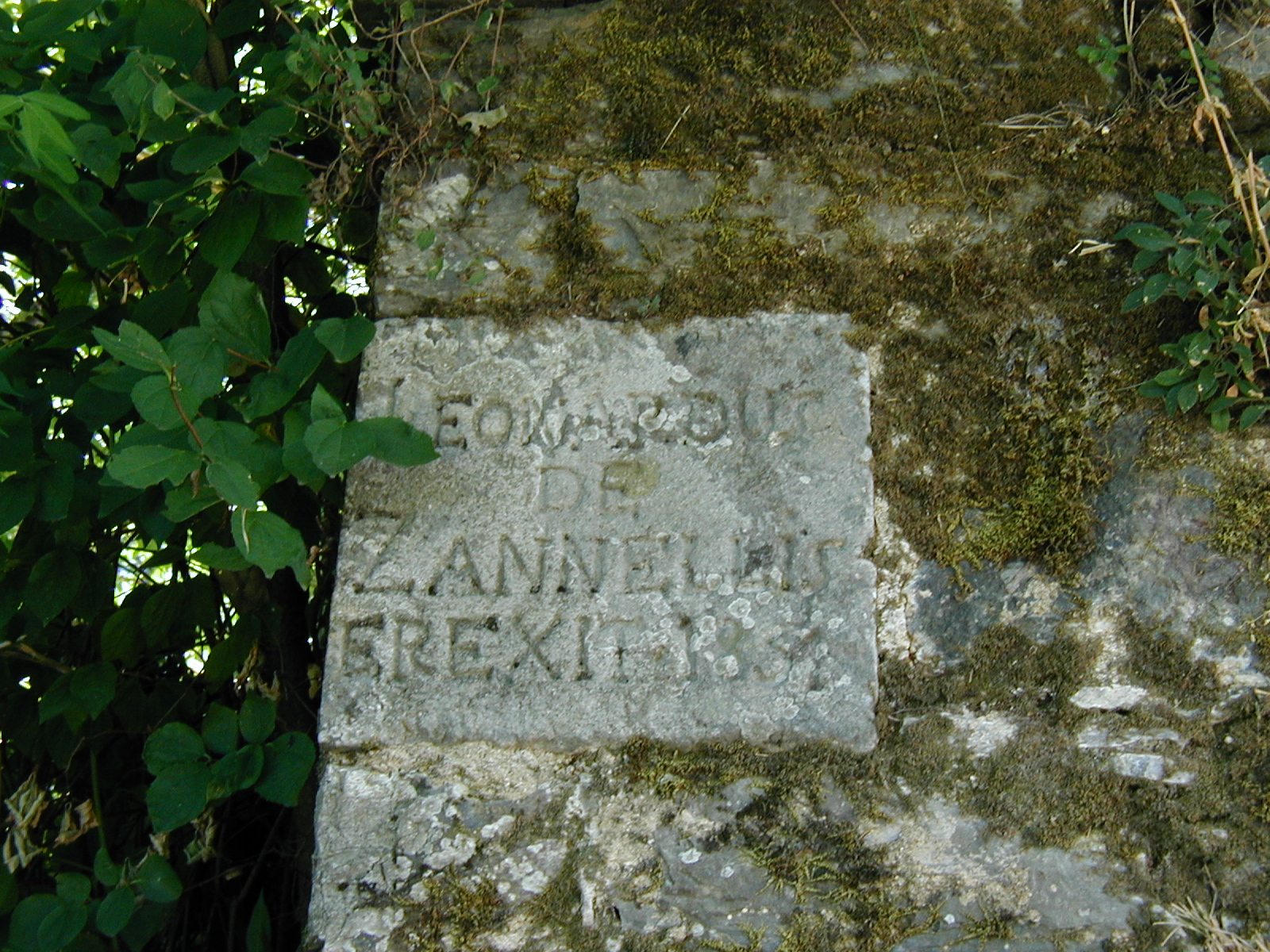
Iscrizione posta sul muro di contenimento sulla strada